# Дос Сантос, Эдисон
Эдисон Луис дос Сантос (порт. Edison Luiz dos Santos; 9 декабря 1985, Озаску, Бразилия) — бразильский футболист, нападающий саудовского клуба «Аль-Раед».

## Карьера
Роналдо родился в городе Ососко и начал свою карьеру в клубе «Оэсте Паулиста». В 2008 году игрок отправился в клуб «Голо Маринга», но уже в том же году покинул команду и отправился в Марсилио Диас. Спустя год перешёл в Рио-Прету, за который 13 матчей и забил 3 гола. В 2010 Эдисон отправился за границу, в мальтийский клуб «Витториоза Старс», а затем поиграл в «Хибернианс».